# 金スペ!
『金スペ!』（きんスペ）は、2006年1月6日から同年9月22日までTBS系列が編成していたTBS製作の単発特別番組枠である。全38回。編成時間は毎週金曜 18:55 - 20:54 （日本標準時）。

## 番組概要
それまで同じ時間帯に編成されていた『スーパーフライデー』をリニューアルする形でスタートした。基本的には、『スーパーフライデー』でも放送されていたシリーズを中心に放送していた。
本枠は系列外の秋田放送（日本テレビ系列）も編成していたが、同局では同時ネットではなく録画ネットという形が取られていた。
放送開始から9か月後の2006年9月をもって終了。『金曜テレビの星!』から16年間続いた金曜ゴールデンタイムの単発特別番組枠に幕が下ろされた。本枠の終了後、替わって水曜ゴールデンタイムに『水トク!』（第1期）が編成された。

## 放送番組一覧
| 放送日 （2006年） | タイトル                                                                                     | 出演者                                    | 備考                                 |
| ----------------- | -------------------------------------------------------------------------------------------- | ----------------------------------------- | ------------------------------------ |
| 1月6日            | オールスター赤面申告 新春ハプニング大賞2006                                                  | 渡辺徹、堺正章、野際陽子                  |                                      |
| 1月13日           | マナーの女王 あなたも絶対間違っている 日本人のマナー大誤解スペシャル                         |                                           |                                      |
| 1月20日           | 超地球ミステリー特別企画〜1秒の世界〜                                                        |                                           |                                      |
| 1月27日           | 全国交通警察密着24時 真冬の一斉大捜査SP                                                      |                                           |                                      |
| 2月3日            | 実録・夜王 史上最強のホスト伝説 新宿VS大阪No.1ジゴロ軍団                                     |                                           |                                      |
| 2月10日           | 中居正広の金メダルのスマたちへ 開幕直前波瀾万丈SP                                            | 中居正広、小林清志、八奈見乗児            | トリノオリンピック関連番組           |
| 2月17日           | 難病と闘う子供たち！                                                                         |                                           |                                      |
| 2月24日           | アサヒスーパードライチャレンジ WBC壮行試合「日本代表×12球団選抜」                            |                                           | RKB毎日放送制作                      |
| 3月3日            | アサヒスーパードライPresents WBCアジアラウンド「 中国× 日本」                                |                                           | 18:25から放送                        |
| 3月10日           | 激闘大家族 青木家完全密着                                                                    | -                                         | 唯一の2週連続企画                    |
| 3月17日           | 激闘大家族 青木家完全密着                                                                    | -                                         | 唯一の2週連続企画                    |
| 3月24日           | みのもんたの激論 医者ズバッ！                                                                | みのもんた                                |                                      |
| 3月31日           | 春の豪華版 オールスター赤面申告 ハプニング大賞2006                                           | 渡辺徹、堺正章、野際陽子                  |                                      |
| 4月7日            | プロ野球中継「中日×巨人」                                                                    |                                           | 中部日本放送制作                     |
| 4月14日           | プロ野球中継「横浜×巨人」                                                                    |                                           |                                      |
| 4月21日           | 史上最強の人間ドック ザ・快傑ドクター5 芸能人の寿命ぜーんぶ大宣告SP                          | ウッチャンナンチャン、安東弘樹            |                                      |
| 4月28日           | 超人気芸人大集合・お笑い国盗りクイズ                                                         | 今田耕司                                  |                                      |
| 5月5日            | プロボクシング中継「亀田興毅×カルロス・ファハルド」・「亀田大毅×キティポップ・サンディジム」 |                                           |                                      |
| 5月12日           | 仰天報告 ザ・熟年離婚                                                                        |                                           |                                      |
| 5月19日           | サスペンススター豪華共演 帝王・女王が行く 極上の癒し旅・決定版                               | 船越英一郎、市原悦子                      |                                      |
| 5月26日           | 伊東四朗の初夏だよ 超うまい すし・丼・ラーメン                                               | 伊東四朗                                  |                                      |
| 6月2日            | プライス・アドベンチャー                                                                     | 堺正章                                    |                                      |
| 6月9日            | 銀座の母・運命の予言緊急スペシャル                                                           | 青田典子、キャイ〜ン、西村知美            |                                      |
| 6月16日           | 実録・歌舞伎町ホストVSスゴ腕銀座ホステス 史上空前のNo.1戦争                                  |                                           |                                      |
| 6月23日           | みのもんた感動ズバッ！                                                                       | みのもんた                                |                                      |
| 6月30日           | 完全密着 どうぶつ病院24時                                                                    |                                           |                                      |
| 7月7日            | プロ野球中継「広島東洋×巨人」                                                                |                                           | 中国放送制作                         |
| 7月14日           | 緊急警告“日本沈没“起こってはいけない                                                         | 草彅剛                                    | 映画『日本沈没』（草彅剛版）関連番組 |
| 7月21日           | 緊急生放送！久米宏が明かすジーコジャパン                                                     | 久米宏                                    |                                      |
| 7月28日           | プロ野球中継「中日×巨人」                                                                    |                                           | 中部日本放送制作                     |
| 8月4日            | 伊東四朗&泉ピン子の夫婦劇場                                                                  | 伊東四朗、泉ピン子、橋田壽賀子            |                                      |
| 8月11日           | 所さんのクイズ アウトORセーフ                                                                | 所ジョージ                                |                                      |
| 8月18日           | 細木数子に100の質問 六星占術SP                                                               | 細木数子                                  |                                      |
| 8月25日           | 史上最強の人間ドック ザ・快傑ドクター6 芸能人の余命ぜーんぶ大宣告SP                          | ウッチャンナンチャン、安東弘樹            |                                      |
| 9月1日            | 秋の皇室スペシャル                                                                           |                                           |                                      |
| 9月8日            | ザ・ディール                                                                                 | 島田紳助、次長課長、ジャガー横田          |                                      |
| 9月15日           | カラダ改善 キレイにヤセて美しく 全身若返り㊙大作戦                                           |                                           |                                      |
| 9月22日           | ザ・催眠〜奇跡の癒しパワー〜                                                                 | 青田典子、石田純一、西村知美、KABA.ちゃん |                                      |

『毎日新聞縮刷版』毎日新聞社、2006年1月6日 - 同年9月22日付のラジオ・テレビ欄。
| TBS系列 金曜 18:55 - 20:54                                           | TBS系列 金曜 18:55 - 20:54         | TBS系列 金曜 18:55 - 20:54 |
| 前番組                                                               | 番組名                             | 次番組 |
| -------------------------------------------------------------------- | ---------------------------------- | --- |
| スーパーフライデー （2002年3月29日 - 2005年12月30日） ※18:55 - 20:54 | 金スペ! （2006年1月6日 - 9月22日） | ランキンの楽園 （2006年11月24日 - 2008年9月12日） ※18:55 - 19:54各局ローカル編成のミニ番組 （TBSでは『もうすぐドリーム・プレス社』） ※19:54 - 20:00 【水曜19:54枠から移動】ドリーム・プレス社 （2006年10月20日 - 2009年3月20日） ※20:00 - 20:54 【水曜20:00枠から移動】 |